# Hot Party Jamz
Hot Party Jamz é um EP que foi vendido pela banda Forever the Sickest Kids exclusivamente do Hot Topic, a cerca de um mês antes do lançamento de seu álbum de estreia, Underdog Alma Mater. O EP contém duas faixas de áudio e 4 episódios de vídeo de filmagens de alguns shows ao vivo e sua Warped Tour.

## Faixas
| Audio          |                                     |         |  |
| N.º            | Título                              | Duração |  |
| 1.             | "That for Me"                       | 2:59    |  |
| 2.             | "The Party Song"                    | 3:35    |  |
| 3.             | "Dongs! Dongs! Dongs! (Club Remix)" | 4:33    |  |
| Duração total: | Duração total:                      | 10:07   |  |

| Episódios de Vídeo |                  |         |  |
| N.º                | Título           | Duração |  |
| 1.                 | "Scooter Lew"    |         |  |
| 2.                 | "Deep With Twin" |         |  |
| 3.                 | "Hey Bean"       |         |  |
| 4.                 | "646-385-1423"   |         |  |

## Formação
- Austin Bello – Baixo, Vocal
- Kyle Burns – Bateria, Percussão
- Jonathan Cook – Vocal
- Kent Garrison – teclado
- Marc Stewart – Guitarra
- Caleb Turman – Guitarra, Vocal